# عامل مضاد للعدوي البولية

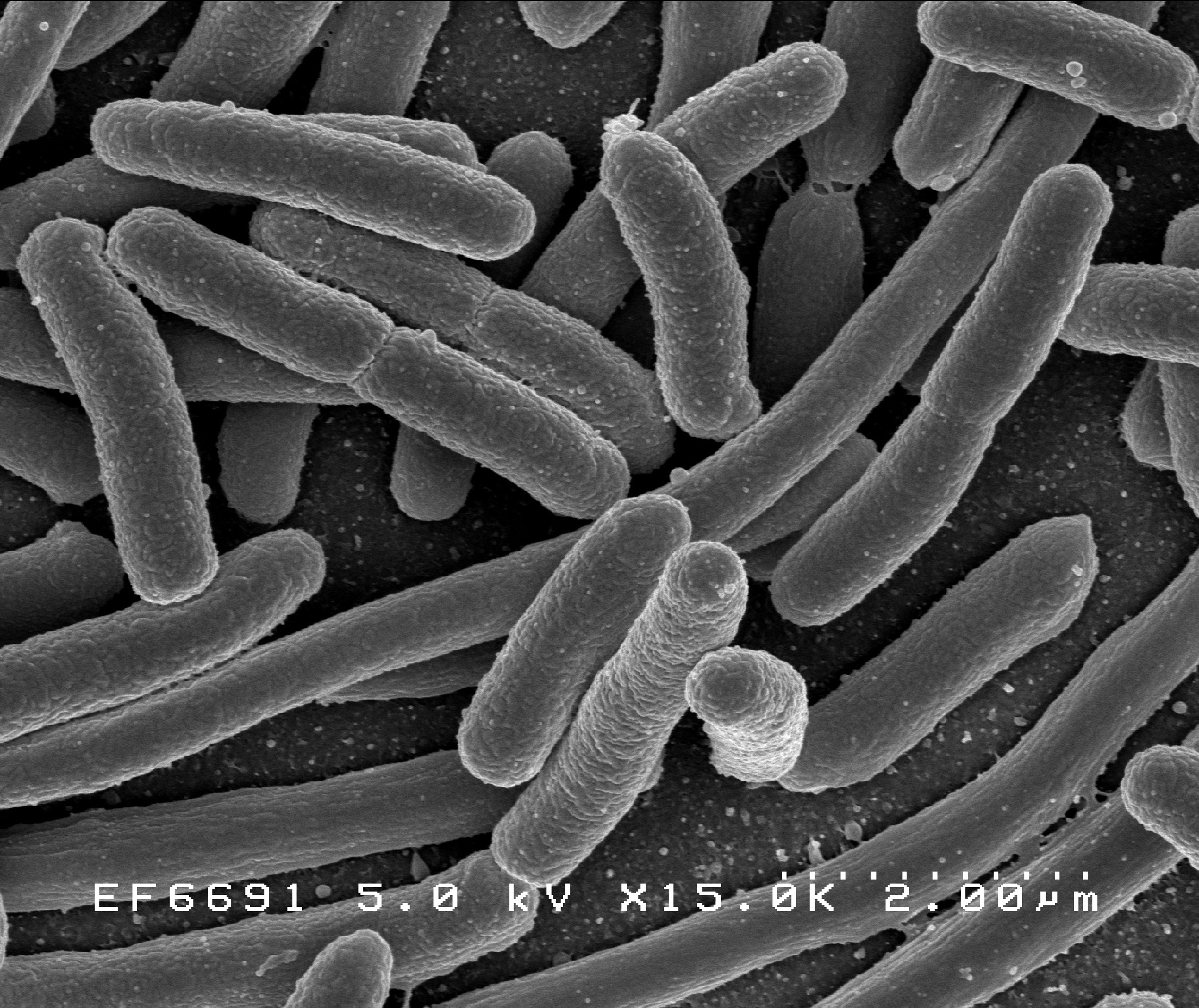
صورة إلكترونية ممسوحة ضوئيًا لبكتيريا الإشريكية القولونية

عامل مضاد العدوى البولي، المعروف أيضًا باسم مطهر المسالك البولية، هو دواء يمكنه القضاء على الكائنات الدقيقة المسببة لالتهاب المسالك البولية. يمكن تصنيف التهاب المسالك البولية إلى نوعين رئيسيين: التهاب المثانة، الذي يشير إلى التهاب المسالك البولية السفلية أو المثانة، والتهاب الحويضة والكلية، الذي يشير إلى التهاب المسالك البولية العلوي أو الكلى. تُعد الإشريكية القولونية (E. Coli) المحفز الميكروبي الرئيسي لالتهابات المسالك البولية، حيث تمثل 75% إلى 95% من الحالات المُبلغ عنها. يمكن لمسببات الأمراض الأخرى، مثل بروتيوس ميرابيليس، وكلبسيلا رئوية، والمكورات العنقودية المترممة، أن تسبب التهابات المسالك البولية أيضًا. بدأ استخدام العلاج بالمضادات الحيوية لعلاج التهابات المسالك البولية في القرن العشرين. يُعدّ النيتروفورانتوين، وتريميثوبريم-سلفاميثوكسازول (TMP/SMX)، والفوسفوميسين، والبيفميسيلينام حاليًا من الخط الأول للعلاج التجريبي لالتهاب المثانة البسيط. من ناحية أخرى، يعتمد اختيار العلاج التجريبي بالمضادات الحيوية لالتهاب الحويضة والكلية على شدة المرض، وعوامل العائل المحددة، ووجود البكتيريا المقاومة. غالبًا ما يُنظر في استخدام سيفترياكسون للعلاج بالحقن، بينما تُعدّ الفلوروكينولونات الفموية أو الحقنية، مثل الليفوفلوكساسين والسيبروفلوكساسين، بدائل مناسبة لعلاج التهاب الحويضة والكلية. يجب تصميم العلاج بالمضادات الحيوية بما يتناسب مع كل حالة على حدة، مع مراعاة عوامل مثل شدة المرض، وعوامل العائل المحددة، ومقاومة مسببات الأمراض في المجتمع المحلي.

## أنواع العوامل المضادة للعدوى البولية
مطهرات المسالك البولية هي أدوية تستهدف البكتيريا الموجودة في المسالك البولية. يمكن تقسيمها إلى مجموعتين: عوامل مبيدة للجراثيم، وعوامل مثبطة للجراثيم. تساعد هذه المطهرات على الوقاية من العدوى عن طريق القضاء على أعراض التهاب المسالك البولية بفعالية من خلال تأثيرها على الكائنات الدقيقة.

### نيتروفورانتوين

التركيب الكيميائي للنيتروفورانتوين

يُعتبر النيتروفورانتوين العلاج الأولي لالتهاب المثانة البسيط، بنسبة فعالية تتراوح بين 88% و92%. كما يُمكن استخدامه كعامل وقائي للوقاية من التهابات المسالك البولية طويلة الأمد. هذا الدواء المضاد للبكتيريا فعال ضد كل من البكتيريا موجبة الجرام وسالبة الجرام. يُظهر النيتروفورانتوين نشاطه المبيد للجراثيم من خلال آليات مختلفة، بما في ذلك تثبيط ترجمة الريبوسومات، والتسبب في تلف الحمض النووي للبكتيريا، والتدخل في دورة حمض الستريك. ومع ذلك، لا يزال الدور المحدد لكل آلية قيد الاستكشاف. عندما يتم استقلاب النيتروفورانتوين، فإنه يتحول إلى وسيط تفاعلي يهاجم الريبوسومات البكتيرية، مما يثبط تخليق البروتين البكتيري. يؤخذ هذا الدواء عادةً عن طريق الفم وله امتصاص جهازي ضئيل، مما يقلل من الآثار الجانبية المحتملة. تشمل الآثار الجانبية الشائعة المرتبطة بالنيتروفورانتوين تغير لون البول إلى البني، والغثيان، والتقيؤ، وفقدان الشهية، والطفح الجلدي، والاعتلال العصبي المحيطي.

### فوسفوميسين

التركيب الكيميائي للفوسفوميسين

فوسفوميسين عامل قاتل للجراثيم من حمض الفوسفونيك. يُستخدم عادةً كعلاج أولي لالتهاب المثانة البسيط الحاد، حيث تبلغ نسبة الشفاء منه 91%. يُعطى عن طريق الفم بجرعة واحدة؛ أما في حالات التهاب المسالك البولية الأكثر تعقيدًا، فتُعدّل الجرعة لتُكرر كل ثلاثة أيام لتحقيق القضاء التام. يُعزى تأثير الفوسفوميسين القاتل للجراثيم إلى قدرته على تثبيط تخليق جدار البكتيريا عن طريق تثبيط إنزيم يُسمى بيروفيل ترانسفيراز، وهو المسؤول عن تخليق جدار الخلية الميكروبية. يعمل الفوسفوميسين ضد البكتيريا موجبة وسالبة الجرام. قد يُسبب تناول الفوسفوميسين آثارًا جانبية مثل الصداع، والدوار، والغثيان، والقيء، وتقلصات البطن.

### مضادات بيتا لاكتام الحيوية

التركيب الكيميائي لبيتا لاكتام

تُعتبر مضادات بيتا لاكتام الحيوية غالبًا خيارًا ثانويًا لعلاج التهابات المسالك البولية نظرًا لفعاليتها المنخفضة مقارنةً بالمضادات الحيوية الأخرى وآثارها الجانبية المحتملة. تشمل مضادات بيتا لاكتام الحيوية الشائعة الاستخدام لعلاج التهابات المسالك البولية السيفالوسبورينات والبنسلين. من خلال ارتباطها ببروتينات ربط البنسلين عبر حلقات بيتا لاكتام، تُعطل مضادات بيتا لاكتام الوظيفة الطبيعية لهذه البروتينات، مما يُثبط تخليق جدار الخلية البكتيرية، مما يؤدي في النهاية إلى موتها. السيفالوسبورينات فئة فرعية من عائلة بيتا لاكتام، وتتميز بنشاط واسع النطاق ضد البكتيريا موجبة وسالبة الجرام. وتُصنف إلى خمسة أجيال. يُستخدم الجيلان الأول والثالث من السيفالوسبورينات، مثل سيفالكسين وسيفترياكسون، بشكل أكثر شيوعًا في الممارسة السريرية. تشمل الآثار الجانبية الشائعة المرتبطة بالسيفالوسبورينات فرط الحساسية، والطفح الجلدي، والحساسية المفرطة، والنوبات. يُعد البنسلين فئة فرعية أخرى واسعة الاستخدام تستهدف بفعالية أنواعًا مختلفة من البكتيريا. ومع ذلك، لا يُعتبر علاجًا من الدرجة الأولى لالتهاب المثانة غير المعقد نظرًا لانتشار سلالات الإشريكية القولونية المقاومة للبنسلين. ضمن فئة البنسلين، يُعتبر البيفميسيلينام العلاج التجريبي من الدرجة الأولى لالتهاب المثانة الحاد نظرًا لطيف نشاطه الواسع ضد البكتيريا سالبة الجرام وفعاليته النوعية في المسالك البولية. وقد أظهر باستمرار معدل شفاء مرتفعًا يزيد عن 85% لالتهابات المسالك البولية ومعدل مقاومة منخفض بين سلالات الإشريكية القولونية. غالبًا ما يُستخدم مزيج الأموكسيسيلين-الكلافولانات، الذي يعزز فعالية الأموكسيسيلين، كبديل لعلاج التهاب المثانة عند عدم توفر خيارات أخرى.

### الفلوروكينولونات

التركيب الكيميائي لأحد أكثر أدوية الفلوروكينولون استخدامًا - السيبروفلوكساسين

الفلوروكينولونات فئة من العوامل المضادة للميكروبات، تُعرف بفعاليتها العالية ونطاق تأثيرها الواسع ضد البكتيريا الهوائية موجبة وسالبة الجرام. تُمارس هذه المضادات الحيوية القوية تأثيرها القاتل للبكتيريا عن طريق تثبيط نشاط توبوإيزوميرازات الحمض النووي من النوع الثاني بشكل انتقائي، مما يُوقف تكاثر الحمض النووي للبكتيريا بفعالية، مما يؤدي إلى موتها. من بين الفلوروكينولونات، يُستخدم السيبروفلوكساسين والليفوفلوكساسين بشكل أكثر شيوعًا لعلاج التهابات المسالك البولية. تُمتص هذه العوامل جيدًا عن طريق الفم، وتبلغ تركيزاتها في البول والأنسجة المختلفة. ومع ذلك، فإن تناول الفلوروكينولونات ينطوي على خطر الإصابة بأعراض الجهاز الهضمي، والارتباك، وفرط الحساسية، واعتلال الأوتار، واعتلال الأعصاب. بالإضافة إلى ذلك، ساهم الاستخدام المكثف للفلوروكينولونات في انتشار مقاومة مضادات الميكروبات في بعض المناطق. نتيجةً لذلك، عادةً ما تُخصص الفلوروكينولونات لعلاج التهابات المسالك البولية الأكثر خطورة، أو عند عدم وجود خيارات أفضل لعلاج التهابات المسالك البولية.

### سلفوناميد
السلفوناميد عامل مثبط للبكتيريا، يُثبط بشكل تنافسي إنزيم ثنائي هيدروبتيروات سينثيز البكتيري. يعمل السلفوناميد كنظير ركيزة لحمض بارا أمينوبنزويك، مما يُثبط إنتاج حمض الفوليك. TMP/SMXهو مزيج من عاملين مضادين للبكتيريا يعملان بتآزر لمكافحة مجموعة واسعة من مسببات أمراض المسالك البولية. يُستخدم TMP/SMX بشكل شائع نظرًا لقدرته على تحقيق تركيزات عالية في أنسجة المسالك البولية والبول. يُظهر هذا المزيج من المضادات الحيوية فعالية ملحوظة في كل من علاج التهابات المسالك البولية المتكررة والوقاية منها. تشمل الآثار الجانبية الشائعة الغثيان، والقيء، والطفح الجلدي، والحكة، والحساسية للضوء.

## خلل وظائف الكلى
يمكن أن يؤثر مرض الكلى على التخلص من الدواء وامتصاصه وتوزيعه في الجسم، مما يؤدي إلى تغير تركيزات الدواء في المصل. وهذا قد يزيد من خطر سمية الدواء أو عدم تحقيق النتائج العلاجية المثلى. ونتيجة لذلك، يلزم تعديل جرعات المرضى الذين لا يحققون المستويات العلاجية المطلوبة في المصل.

### الإدارة
يتشابه اختيار مضادات العدوى البولية لمرضى خلل وظائف الكلى عمومًا مع اختيار الأفراد ذوي وظائف الكلى الطبيعية. ومع ذلك، في الحالات التي ينخفض فيها معدل الترشيح الكبيبي (GFR) لدى المريض إلى أقل من 20 مل/دقيقة، يلزم تعديل جرعات الدواء لأن تحقيق المستويات العلاجية المطلوبة في المصل يصبح صعبًا لدى هؤلاء المرضى.

### سلامة الدواء
يجب توخي الحذر عند استخدام بعض الأدوية لدى مرضى القصور الكلوي. يُمنع استخدام النيتروفورانتوين لدى المرضى الذين يُقدر معدل الترشيح الكبيبي لديهم بأقل من 30 مل/دقيقة/1.73 متر مربع، إذ قد يؤدي تراكم الدواء إلى زيادة الآثار الجانبية وضعف تعافي المسالك البولية، مما يزيد من خطر فشل العلاج. كما يثير استخدام TMP/SMX مخاوف لدى مرضى الكلى. ففي المرضى الذين تقل تصفية الكرياتينين لديهم عن 50 مل/دقيقة، قد تنخفض تركيزات SMX في البول إلى مستويات دون المستوى العلاجي. لذلك، يُنصح بوصف جرعة مُخفّضة من TMP وحده للمرضى الذين يعانون من انخفاض تصفية الكرياتينين.

## الحمل
النساء الحوامل المصابات بالتهابات المسالك البولية أكثر عرضة لخطر تكرار الإصابة ببكتيريا البول والإصابة بالتهاب الحويضة والكلية مقارنةً بغير الحوامل. يمكن أن تؤدي التهابات المسالك البولية غير المعالجة أثناء الحمل إلى نتائج سلبية، بما في ذلك الولادة المبكرة وانخفاض وزن المواليد عند الولادة.

### الإدارة
ينبغي تعديل العلاج بالمضادات الحيوية لالتهابات المسالك البولية لدى النساء الحوامل لتجنب الآثار الجانبية المحتملة على الجنين. في حالات التهاب المثانة الحاد والتهاب الحويضة والكلية لدى النساء الحوامل، غالبًا ما يُشرع في العلاج بالمضادات الحيوية التجريبية. تشمل المضادات الحيوية الشائعة الاستخدام لالتهاب المثانة غير المعقد الأموكسيسيلين-كلافولانات والفوسفوميسين، بينما يُفضل استخدام بيتا لاكتام عن طريق الحقن لعلاج التهاب الحويضة والكلية الحاد. يتم اختيار هذه الخيارات لأنها تُعتبر أكثر أمانًا أثناء الحمل وتتميز بطيف واسع نسبيًا من الفعالية. عادةً، تُعطى دورة علاجية بمضادات الميكروبات لمدة تتراوح من خمسة إلى سبعة أيام. يتم اختيار هذه المدة لتقليل تعرض الجنين للمضادات الحيوية مع ضمان أفضل نتائج العلاج.

### سلامة الدواء
يجب اختيار نوع مضادات العدوى البولية بعناية للنساء الحوامل المصابات بالتهابات المسالك البولية نظرًا لتأثيرها المحتمل على نمو الجنين. البنسلينات والسيفالوسبورينات والفوسفوميسين خيارات آمنة أثناء الحمل. عادةً ما يُتجنب النيتروفورانتوين خلال الأشهر الثلاثة الأولى من الحمل نظرًا لارتباطه غير المؤكد بالتشوهات الخلقية. يجب أيضًا تجنب TMP/SMX لأنه قد يرتبط بضعف استقلاب حمض الفوليك، مما يزيد من خطر عيوب الأنبوب العصبي. ومع ذلك، عندما تُمنع جميع المضادات الحيوية البديلة، يصبح النيتروفورانتوين وTMP/SMX الملاذ الأخير على حساب الجنين. يجب تجنب الفلوروكينولونات أثناء الحمل لارتباطها بتسمم العظام والغضاريف لدى الأجنة النامية.

## طب الأطفال
تُعد عدوى المسالك البولية لدى الأطفال مشكلة سريرية مهمة، حيث تُصيب حوالي 7% من الرضع والأطفال المصابين بالحمى. إذا تركت العدوى دون علاج، فقد تنتقل من المثانة إلى الكلى، مما يؤدي إلى التهاب الحويضة والكلية الحاد، مما يؤدي إلى ارتفاع ضغط الدم، وتندب الكلى، ومرض الكلى في مرحلته النهائية.

### الإدارة
يعتمد اختيار مضادات العدوى البولية المستخدمة لدى الأطفال ومدة العلاج على أنواع التهابات المسالك البولية التي يعانون منها. من المهم ملاحظة أن جرعة المضادات الحيوية المستخدمة لدى الأطفال تعتمد عادةً على الوزن. يُنصح عمومًا باستخدام السيفالوسبورينات الفموية أو الوريدية كعلاج أولي للأطفال الذين تزيد أعمارهم عن شهرين. ينبغي النظر في العلاج الثانوي للمرضى الذين لا يستجيبون للعلاج الأولي. تشمل الخيارات البديلة أموكسيسيلين-كلافولانات، ونيتروفورانتوين، وTMP/SMX، وسيبروفلوكساسين. لعلاج التهاب المثانة البسيط لدى الأطفال، يُفضل تناول سيفالكسين عن طريق الفم لمدة خمسة أيام. أما بالنسبة للأطفال الذين يُشتبه بإصابتهم بالتهاب الحويضة والكلية، فيُنصح باتباع برنامج علاجي لمدة عشرة أيام. في مثل هذه الحالات، يُقترح استخدام سيفالوسبورينات من الجيل الثالث، مثل سيفدينير، كخيار مناسب. إذا بدأ العلاج من الخط الثاني لدى الأطفال الذين يُشتبه بإصابتهم بالتهاب الحويضة والكلية، فينبغي أن يكون السيبروفلوكساسين الخيار الأمثل من بين البدائل الأربعة. قد لا يكون النيتروفورانتوين كافيًا لعلاج التهابات المسالك البولية العلوية، بينما ينبغي استخدام TMP/SMX والأموكسيسيلين-كلافولانات بحذر نظرًا لخطر تندب الكلى لدى هؤلاء المرضى.

### سلامة الدواء
قد يختلف اختيار مضادات العدوى البولية لدى الأطفال عنها لدى البالغين نظرًا للضرر المحتمل الذي قد تُسببه للأطفال. على سبيل المثال، لا يُعد الاستخدام الجهازي للفلوروكينولونات مناسبًا للأطفال نظرًا لخطر التسمم العضلي الهيكلي المحتمل.

## التاريخ
ساهم اكتشاف مضادات الميكروبات بشكل كبير في إدارة التهابات المسالك البولية خلال القرن العشرين. برز النيتروفورانتوين كأول مضاد ميكروبي عملي وآمن في المسالك البولية، ولكنه كان محدود الفعالية. لاحقًا، في سبعينيات القرن الماضي، أصبحت المضادات الحيوية بيتا لاكتام وTMP/SMX متاحة لعلاج التهاب المسالك البولية. وقد تطورت مقاومة مضادات الميكروبات لهذه العوامل نظرًا لاستخدامها الواسع والمكثف، مما حدّ من فعاليتها السريرية في علاج التهاب المسالك البولية. ظهرت الفلوروكينولونات خلال ثمانينيات القرن الماضي، وأُوصي بها كبديل عندما تصل مقاومة TMP/SMX إلى 10% أو أكثر. وسيستمر تطور ظاهرة مقاومة الأدوية في التأثير على تطوير وتطبيق العوامل المضادة للميكروبات في علاج التهاب المسالك البولية.